# میدوبروک تریس (فلوریدا)
میدوبروک تریس (به انگلیسی: Meadowbrook Terrace) یک منطقهٔ مسکونی در ایالات متحده آمریکا است که در شهرستان کلی، فلوریدا واقع شده‌است.